# Марион, Поль
Поль Жюль Андре́ Марио́н (фр. Paul Jules André Marion; 27 июня 1899, Аньер-сюр-Сен — 1954, Париж) — французский журналист, коммунистический, социалистический и фашистский политик. Идеолог Французской народной партии. Коллаборационист Второй мировой войны, министр информации вишистского правительства. После освобождения Франции от нацистской оккупации осуждён за измену.

## Эволюция коммуниста
С 1922 года состоял во Французской коммунистической партии. Отличался радикальными взглядами, был одним из ведущих публицистов Юманите. В 1926 году вошёл в состав ЦК ФКП, курировал партийную пропаганду. Некоторое время проживал в Москве, служил в агитационной системе Коминтерна.
К концу 1920-х годов Поль Марион перешёл на позиции правого социализма, близкие к Марселю Деа. В 1929 году он демонстративно порвал с компартией и вступил в социал-демократическую СФИО. В 1935 году вместе с группой Деа вошёл в Социалистический республиканский союз. На следующий год, продолжая эволюцию вправо, Марион перешёл во Французскую народную партию (PPF), возглавляемую Жаком Дорио — в недавнем прошлом столь же радикальным коммунистом, членом ЦК ФКП и функционером Коминтерна.

## Фашистский идеолог
В 1936—1938 годах Поль Марион выступал в качестве главного идеолога фашистской PPF. На первый план в мировоззрении бывшего коммуниста Мариона — подобно Дорио — вышел жёсткий антикоммунизм. Он заявлял, что PPF «вступит в союз с самим чёртом и его бабушкой, чтобы одолеть коммунизм». При этом коммунистическое прошлое Мариона (как и Дорио) отражалось в радикализме социальных и идеологических установок PPF.
В 1938 году Поль Марион опубликовал программу PPF, основанную на фашистском корпоративизме. Редактировал партийный еженедельник L’Émancipation nationale и газету La Liberté. Писал также статьи для правых изданий, в том числе для Notre Temps Жана Люшера. В то же время с 1938 Марион конфликтовал с Дорио из-за откровенно прогитлеровской позиции лидера PPF. Кроме того, группа бывших соратников Дорио обвинила лидера в использовании партийных полномочий для личного обогащения. В 1939 году Марион вышел из PPF, но в 1941 году примирился с Дорио (во многом под влиянием германского политического представителя во Франции Отто Абеца).
В 1939—1941 годах он издал сочинение Leur combat (с фр. — «Их борьба»), в котором дал сравнительный анализ идеологий Ленина, Гитлера, Муссолини и Франко.
Эволюция Поля Мариона, за несколько лет передвинувшегося с крайне левого фланга на крайне правый, была характерна для многих французских радикальных политиков 1920—1940-х годов, особенно для деятелей PPF. Бывшие коммунисты типа Дорио и Мариона стояли в авангарде фашистского движения Франции второй половины 1930-х годов.

## Министр-коллаборационист
После оккупации Франции гитлеровцами в 1940 году Поль Марион — подобно Дорио и Деа — занял коллаборационистскую позицию. С 1941 по 1944 год Марион являлся министром информации правительства Виши.
Полномочия Мариона возросли после избрания в контрольный комитет Легиона французских добровольцев против большевизма. Вместе с Ж. Бенуа-Мешеном Марион предлагал Пьеру Лавалю конституировать Легион как официальную армию режима Виши. Содействовал созданию Ассоциации друзей войск СС, которая вербовала новобранцев в эсэсовские формирования. Руководил пропагандистским аппаратом Виши, без особого успеха пытался политизировать молодёжные организации в фашистском духе.
В 1944 году группа пронацистских радикалов добилась отстранения Мариона и назначения на должность министра информации Филиппа Анрио. Однако после убийства Анрио бойцами Сопротивления Марион вернулся на прежний пост. Вместе с вишистским правительством перебрался в Бельфор, затем в Зигмаринген, но к тому времени он практически не имел полномочий.

## После войны
Поль Марион не имел непосредственного отношения к репрессиям и карательным акциям, однако после освобождения Франции был арестован за коллаборационизм и в 1948 году приговорён к 10 годам заключения. В 1953 году он был досрочно освобождён по состоянию здоровья.
В послевоенной Франции Поль Марион не играл никакой политической роли, однако высказывался в поддержку генерала де Голля и призывал голосовать за голлистское Объединение французского народа.